# Piz de Plaies
Piz de Plaies is een kabelbaan in Italië en is eigendom van het bedrijf Kronplatz AG.
De gondelbaan Piz de Plaies ligt in de skiregio Kronplatz. Het dalstation ligt in het dorp Sankt Vigil. De gondelbaan loopt vanuit Sankt Vigil via een tussenstation naar het bergstation dat op de Piz de Plaies ligt. De gondelbaan kan maximaal 2700 personen per uur vervoeren. Bijzonder aan de gondelbaan is dat deze ook in de zomer is geopend, terwijl de berg Piz de Plaies alleen voor de winter is ingericht.
De gondelbaan is in 2005 gereed gekomen en is gebouwd door de firma Doppelmayr.
Alpen I+II
· Arndt
· Belvedere
· Col Toron
· Costa
· Gipfelbahn
· Korer
· Kronplatz 2000
· Kronplatz I+II
· Lorenzi
· Marchner
· Miara
· Olang I+II
· Pedaga
· Piculin
· Piz de Plaies
· Plateau
· Pre da Peres
· Rara
· Ruis
· Skitrans Bronta
· Sonnenlift